# Fecsketangara
A fecsketangara (Tersina viridis) a madarak osztályának verébalakúak (Passeriformes) rendjébe és a tangarafélék (Thraupidae) családjába tartozó Tersina nem egyetlen faja.

## Rendszerezése
A fajt Johann Karl Wilhelm Illiger német természettudós írta le 1811-ben, a Hirundo nembe Hirundo viridis néven.

## Alfajai
- Tersina viridis grisescens Griscom, 1929
- Tersina viridis occidentalis (P. L. Sclater, 1855)
- Tersina viridis viridis (Illiger, 1811)[2]

## Előfordulása
Panama, Trinidad és Tobago, Argentína, Bolívia, Brazília, Kolumbia, Ecuador, Francia Guyana, Guyana, Paraguay, Peru, Suriname és Venezuela területén honos. Kóborlóként a Kajmán-szigetekre is eljut. Vonuló faj. Természetes élőhelyei a szubtrópusi és trópusi síkvidéki esőerdők és másodlagos erdők.

## Megjelenése
Testhossza 14 centiméter.
|  |  |

## Életmódja
Gyümölcsökkel és rovarokokkal táplálkozik.

## Szaporodása
Főleg üregekbe készíti fészkét. Fészekalja 2-4 fehér színű tojásból áll. melyen 13-17 napig kotlik. A kirepülési idő, még 17-21 napig tart.

## Természetvédelmi helyzete
Az elterjedési területe rendkívül nagy, egyedszáma pedig stabil. A Természetvédelmi Világszövetség Vörös listáján nem fenyegetett fajként szerepel.